# Phuket

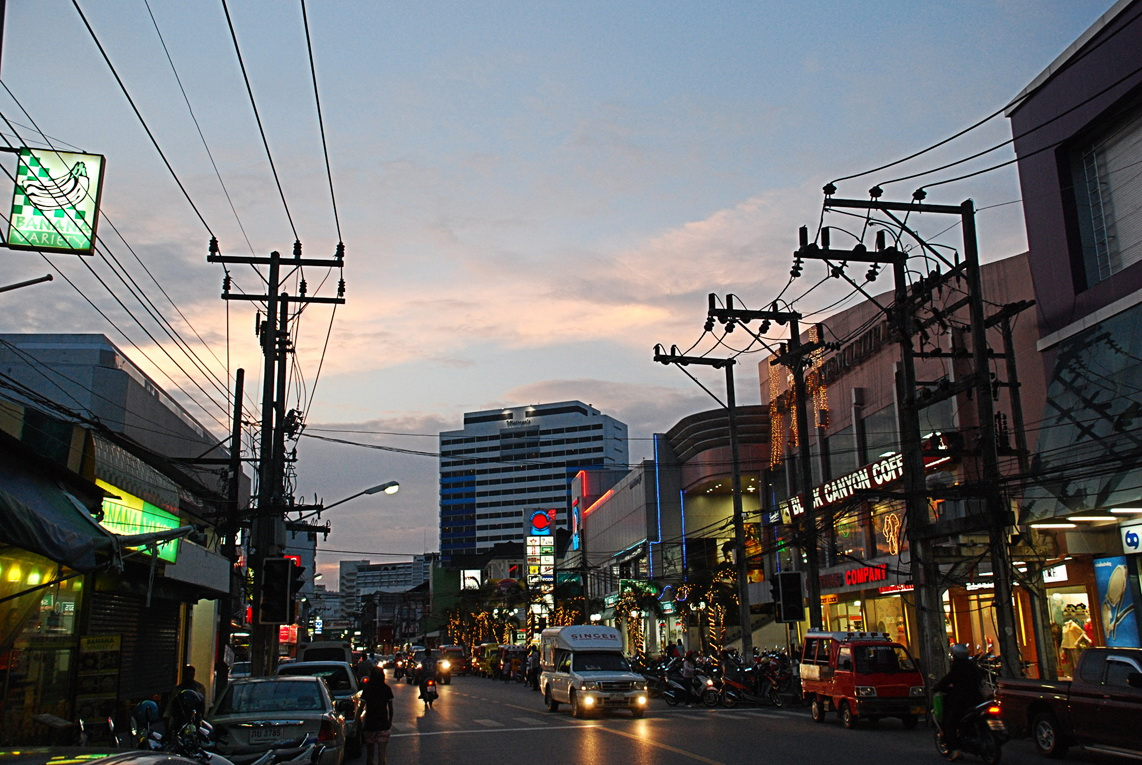
Phuket

Phuket (en tailandès:เทศบาลนครภูเก็ต, o เมืองภูเก็ต és una ciutat situada al sud-és de l'illa Phuket, Tailàndia. És la capital de la província de Phuket. El 2007 tenia 75.573 habitants.
El 13 de febrer de 2004 la població va obtenir l'estatus de ciutat (en tailandès:thesaban nakhon)

## Clima
Segons la classificació de Köppen, Phuket té un clima monsònic tropical. En el decurs de l'any hi ha poca variació de temperatura. La seva temperatura mitjana anual és de 28 °C. Té una estació seca que va de desembre fins a març. La seva pluviometria mitjana anual és de 2300 mm.
És un lloc de molta atracció pel turisme.

## Galeria

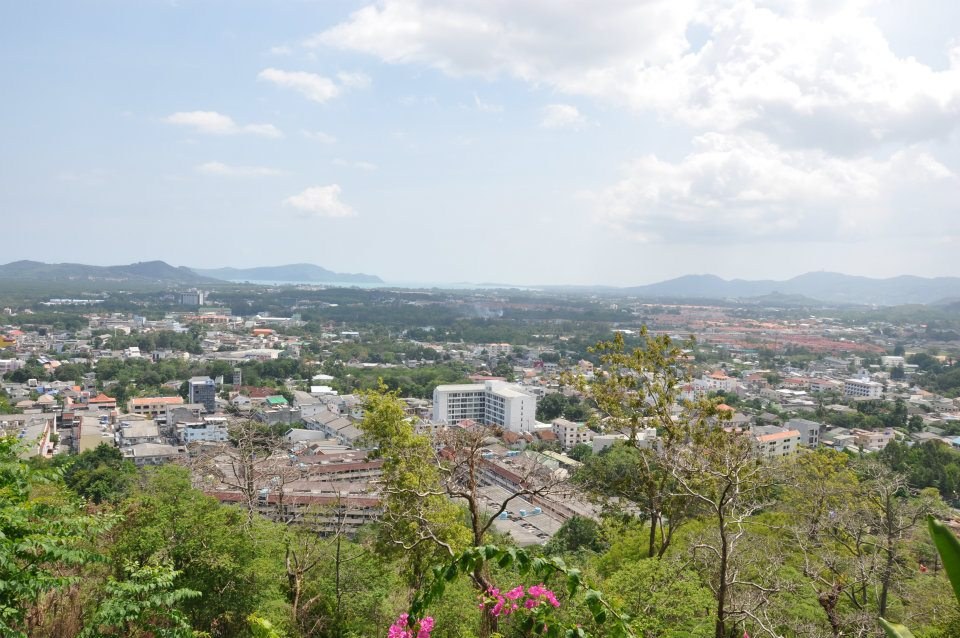
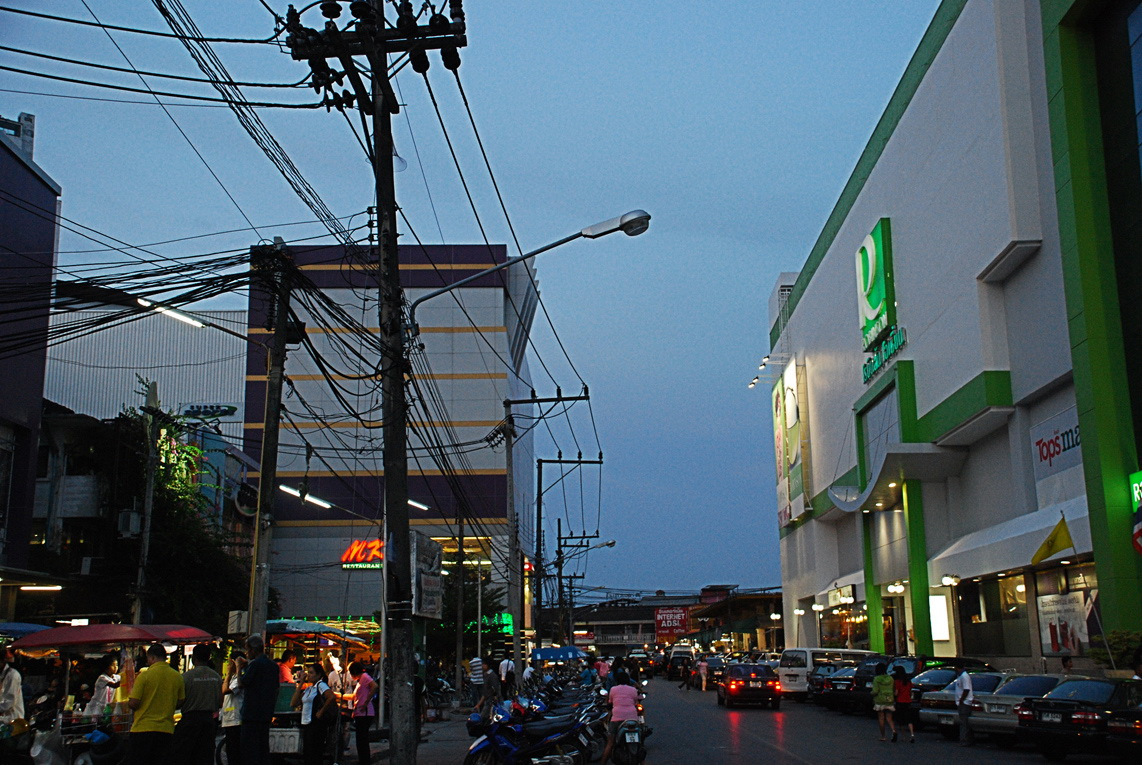
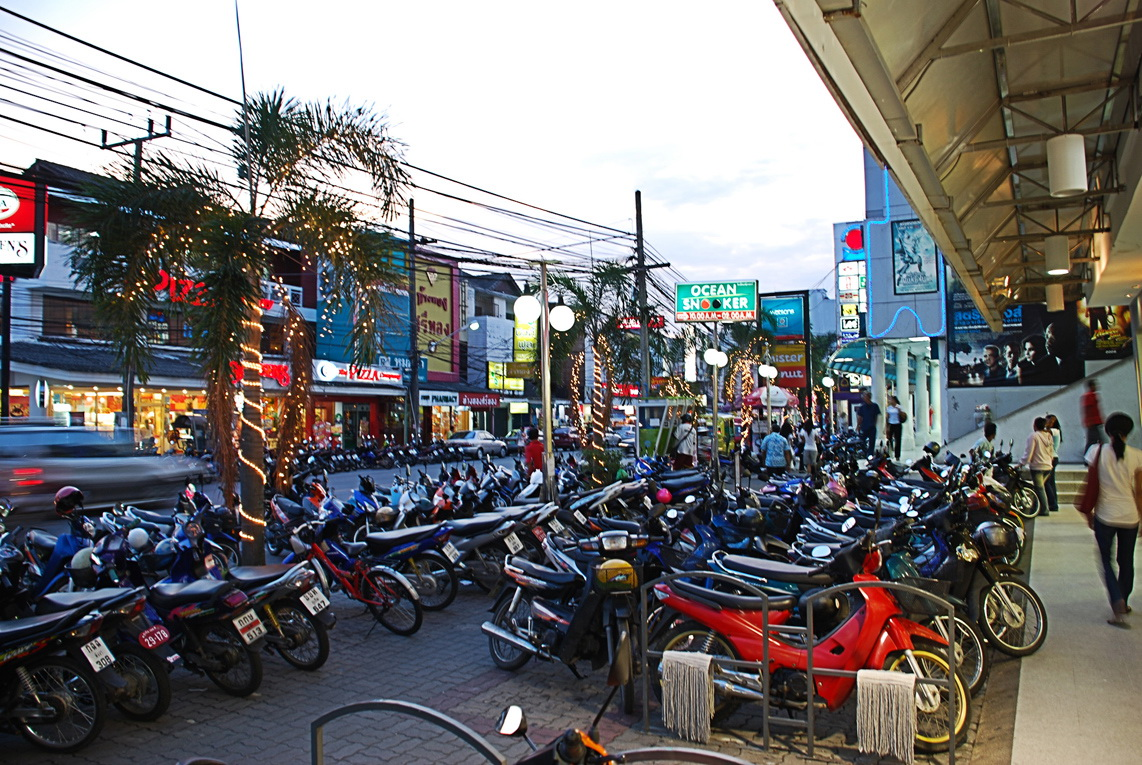
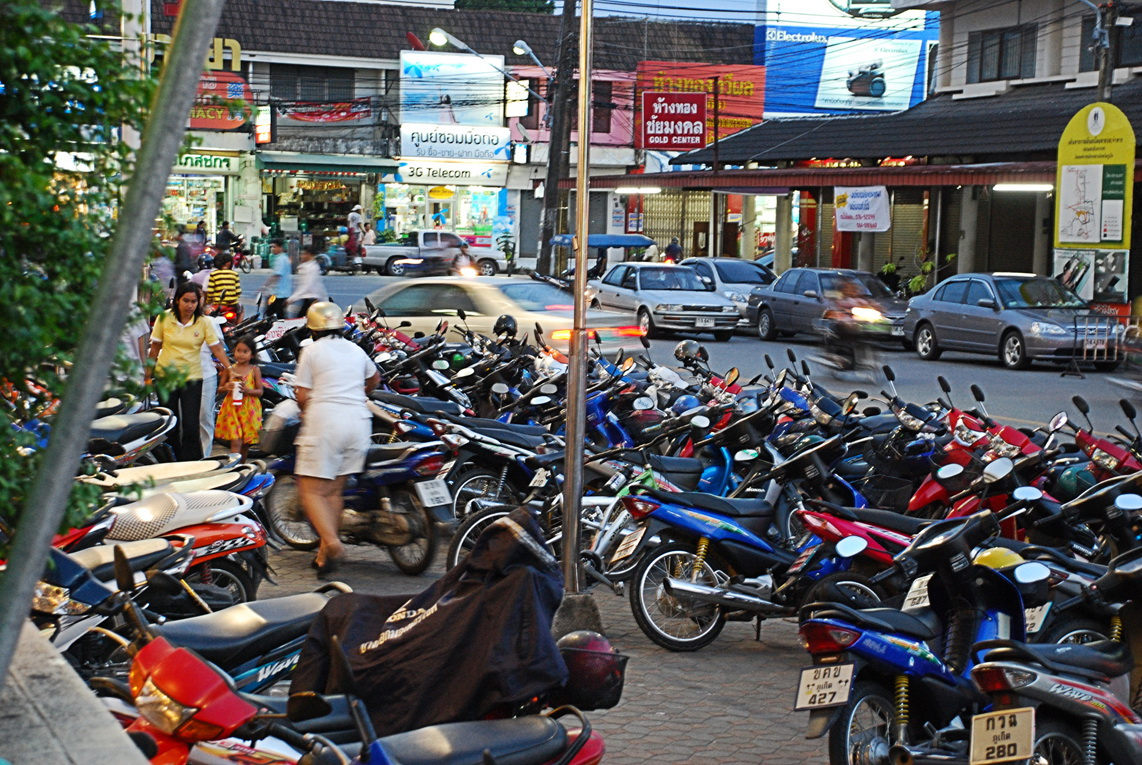
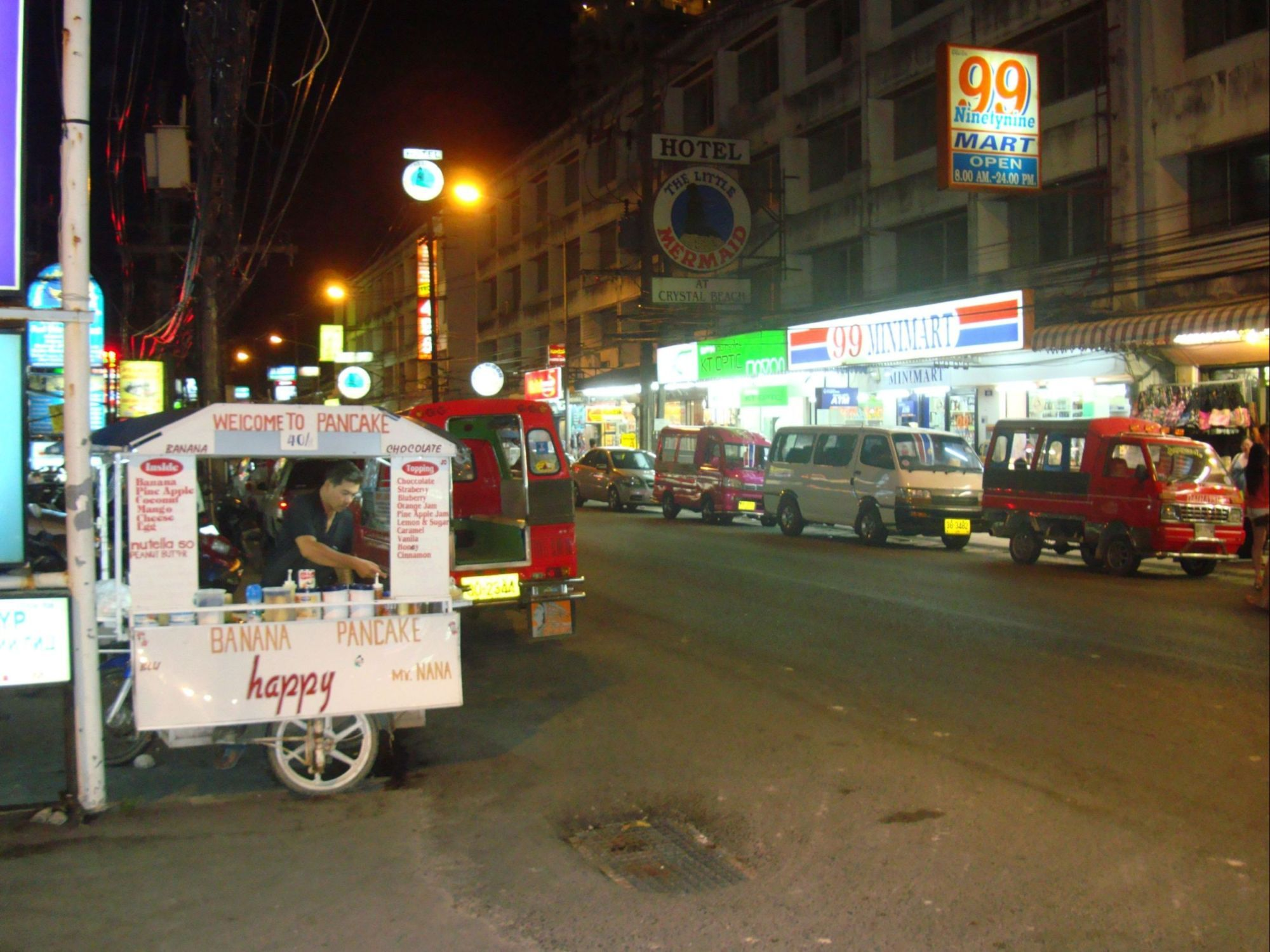
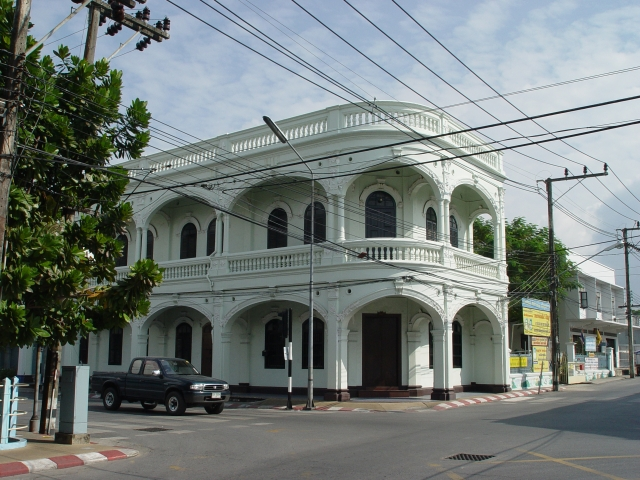
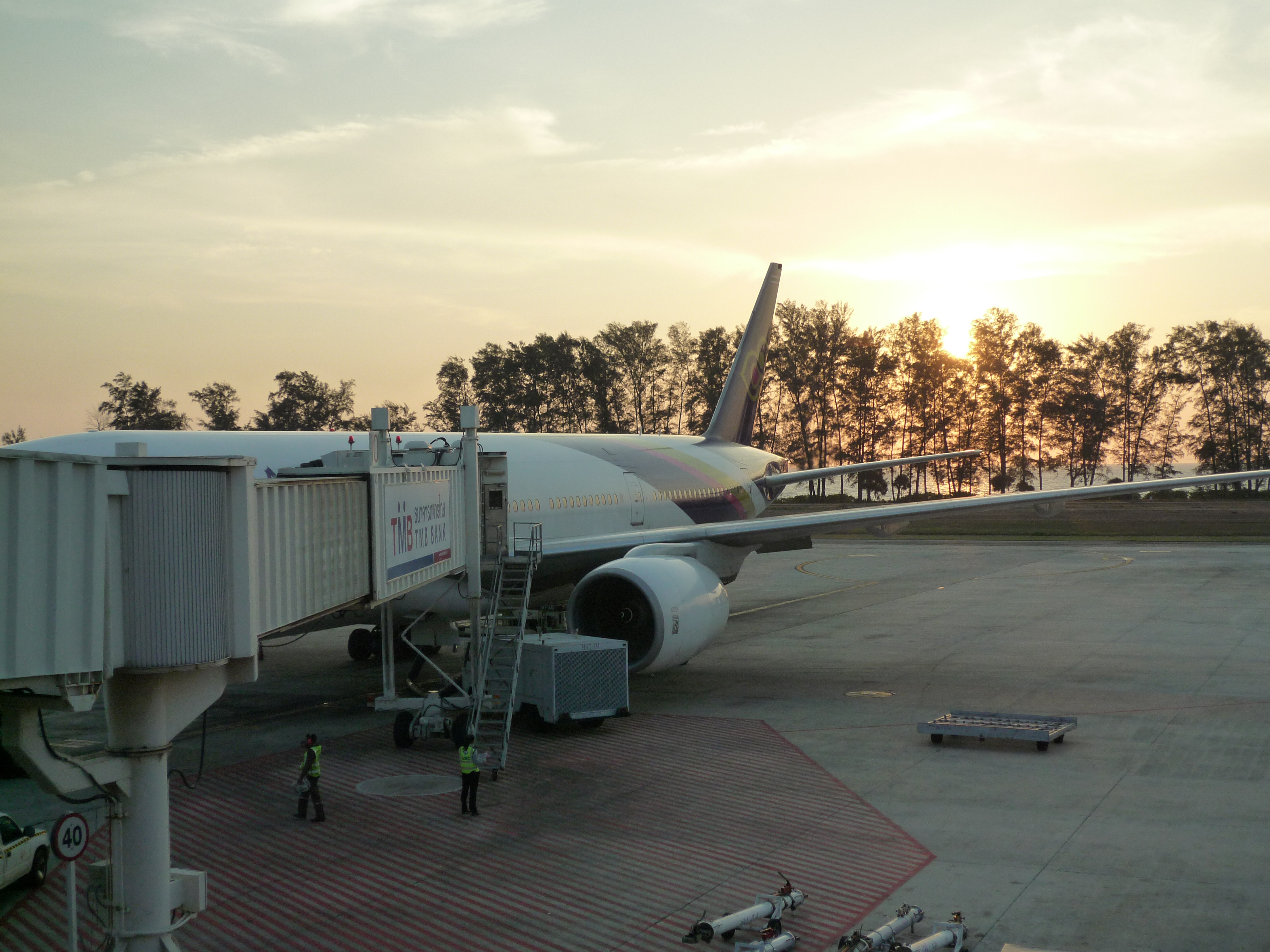